# Carlo Aymonino
Carlo Aymonino (né le 18 juillet 1926 à Rome et mort dans la même ville le 3 juillet 2010) est un architecte et urbaniste italien des XXe et XXIe siècles.

## Biographie
Né à Rome le 18 juillet 1926, Carlo Aymonino entreprit des études d'architecture à l’université La Sapienza de sa ville natale et obtint son diplôme en 1950 ; il est vrai que, sous l’impulsion d’un oncle, Marcello Piacentini, il s’était dès l’enfance orienté vers l’architecture, apprenant à notamment dessiner des scénographies en vue de fêtes familiales. Par ailleurs, il développera également une passion pour l’art pictural, à travers la connaissance des peintres Mario Mafai, Toti Scialoja, Roberto Melli et Renato Guttuso.
Il devint maître de conférence à la faculté d’architecture de l’université de Palerme (1967), de Venise (de 1963 à 1981) puis de Rome, où il fut nommé en 1980 professeur ordinaire de composition architecturale à l’université La Sapienza, occupant cette chaire jusqu’en 1993. De 1974 à 1979, il fut doyen de faculté de l'Institut universitaire d’architecture de Venise (devenu depuis l’université IUAV).
Dans ses premières années d’activité comme architecte, alors qu’il se revendiquait encore du néoréalisme, il travailla sur le projet de l’immeuble Tartaruga à Rome (1951-1954), avec Ludovico Quaroni, sur celui du quartier Spine Bianche à Matera (1954-1957), et, conjointement avec Ludovico Quaroni et Mario Ridolfi, sur les plans du quartier Tiburtino à Rome (1950-1954). De 1959 à 1964, il partage avec son frère Maurizio Aymonino le même bureau d’architecte, Studio AYDE.
Dès la fin des années 1950, les recherches d’Aymonino tendirent à faire de tout projet d’architecture le point de résolution des différentes complexités et contradictions en présence, autant à l’échelle urbanistique que dans les détails architecturaux eux-mêmes. Cette volonté de synthèse se concrétisa dans le projet du complexe résidentiel Mont Amiata du quartier Gallaratese à Milan (1967-1972), conçu en collaboration avec son frère Maurizio Aymonino et avec Alessandro De Rossi, Sachim Messarè, et par la suite également Aldo Rossi ; par ce projet, point culminant des recherches fondamentales de la nouvelle science urbaine, fut donné corps aux études théoriques qu’Aymonino avait menées avec Aldo Rossi.
Dans les ouvrages et projets des années 1970, la créativité d’Aymonino s’exprime dans un langage apparaissant comme la résultante de la diversité typologique d’une part, et d’une rigueur géométrique et chromatique d’autre part. De cette période datent ses projets pour l’université de Florence (1971), pour l'université de la Calabre (1973), pour le palais de justice de Ferrare (1977-1984), et le campus de l’école supérieure de Pesaro (1970-1984).
En 1976 et 1985, il fut invité à participer avec ses œuvres à la XIIIe et XVe Triennale de Milan et à la Biennale de Venise.
De 1981 à 1985, Aymonino exerça la fonction d’assesseur aux Interventions sur le Centre historique de la municipalité de Rome, lançant à ce titre une série d’activités et d’études sur la ville qui marqueront un tournant dans la façon d’utiliser et de vivre le centre historique. Des années 1980 datent les projets d’un bâtiment d’habitation à l’île de la Giudecca à Venise (1984), du centre résidentiel et commercial Benelli à Pesaro (1980-83), du complexe d’habitation Tor Sapienza à Rome (1981-1982), du système des trois places dans le centre de Terni (1985), et des systèmes polyfonctionnels à Scandicci (1989), à San Donà di Piave (1990) et sur la via Ostiense à Rome (1991). Parmi ses dernières réalisations est à signaler en particulier la couverture du Giardino Romano à l’intérieur des musées du Capitole à Rome.
Il fut membre national de l’académie de San Luca (à partir de 1976), dont il sera ensuite président entre 1995 et 1996. Il exerça son activité professionnelle d’architecte et d’urbaniste dans des bureaux et ateliers localisés à Rome et à Venise. Il écrivait régulièrement dans la revue internationale d’architecture et d’urbanisme Casabella.
En 1999, il obtint la médaille d’honneur pour ses Mérites dans le domaine de la Science et de la Culture du ministère de l’Instruction publique. En 2000, il se vit attribuer le titre de Hononary Fellow décerné par l’American Institute of Architects. Il exposa ses projets d’architecture dans un grand nombre d’expositions en Italie, en Autriche, en Allemagne, en Belgique, au Brésil, aux États-Unis, au Canada, au Japon et en Chine.
Il fut parmi la centaine d’intellectuels italiens de gauche qui, fin octobre 1956, mirent leur signature au bas d’un document, connu sous le nom de manifeste des 101, dénonçant l’intervention soviétique lors de la révolution de Budapest et le parti pris du PCI contre les insurgés hongrois –, même si Aymonino, ainsi que quelques autres, se hâta ensuite de se rétracter. Néanmoins, s’étant éteint le 3 juillet 2010, et ayant été inhumé au cimetière monumental de Turin, il avait requis que fût apposée sur le caveau de famille l’inscription « CARLO AYMONINO, ARCHITETTO E COMUNISTA ».

## Œuvres
1950-1952
- Quartiere INA Casa Tiburtino, Rome

1954-1957
- Quartiere Popolare Spine Bianche, Matera

1957
- Palais de Justice de Brindisi

1956-1960
- Siège de la Chambre de Commerce, de l'Industrie et de l'Agriculture de Massa Carrara

1957-1958
- Résidence Tratturo dei Preti, Foggia

1958
- Palazzina in Lungotevere degli Inventori, Rome

1958-1961
- Quartiere INA Casa nel rione Commenda Ovest, Brindisi

1959-1961
- Coopérative résidentielle Orione, Vega et Cassiopea, Lecce
- Quartiere INA Casa, Foggia

1960-1962
- Institut technique industriel, Brindisi

1962-1965
- Institut technique professionnel, Lecce

1962-1964
- Coopérative résidentielle Tor Carbone, Rome[1]

1963-1966
- Edificio Polifunzionale, Savone

1967-1972
- Complexe résidentiel Monte Amiata, Milan

1970
- Projet pour le Centre Pompidou à Beaubourg, Paris (avec Sachim Messaré)

1970-1973
- Lycée scientifique G. Marconi, Pesaro

1977
- Projet de restructuration de Prager Platz, Berlin

1977-1984
- Palais de Justice de Ferrare

1978-1984
- Istituto tecnico commerciale e per geometri, Pesaro

1978-1981
- Maison-parking, Pesaro

1980-1983
- Centro Direzionale Benelli, Pesaro

1984
- Ristrutturazione del Campo di Marte, Venise-Giudecca

1985
- Interventi nel bacino di San Marco, Venise

1986
- Marché-parking d'Orte
- Projet pour le Parc urbain de La Villette, Paris

1987-1988
- Polo Scolastico, Caposele

1988
- Sistemazione dell'area cx Mulino Andrisani, Matera

1990-1993
- Coffeehouse, Venise

1990-1995
- Intervento urbanistico e architettonico all'ex stabilimento Papa, San Donà di Piave

1991-1992
- Zona residenziale Barialtò, Bari

1992/-1997
- Restauro della Villa Tittoni-Traversi, Milan

1992
- Concours international pour le Spreebogen et le nouveau Siège du Bundestag, Berlin

1993
- Aménagement du Pavillon de l'Italie à la 45e Exposition internationale d'Art, Biennale de Venise, Venise

1995
- Bibliothèque Hertziana, Rome

1997
- Ristrutturazione e recupero dell'area dei Giardini ex reali a San Marco, Venise

1998
- Nouveau Siège IUAV à San Basilio, Venise

2003
- Sistemazione di alcune Piazze, Ferrare.

## Crédit d'auteurs
- (it) Cet article est partiellement ou en totalité issu de l’article de Wikipédia en italien intitulé « Carlo Aymonino » (voir la liste des auteurs).